# Lijst van rijksmonumenten in Middelburg/Langeviele
De stad Middelburg telt 46 inschrijvingen in het rijksmonumentregister gelegen aan of bij Langeviele. Hieronder een overzicht.
| Object | Oorspronkelijke functie? | Bouwjaar         | Architect | Locatie          | Coördinaten?                  | Nr.?  | Afbeelding                                                               |
| --- | ------------------------ | ---------------- | --------- | ---------------- | ----------------------------- | ----- | ------------------------------------------------------------------------ |
| Huis met geverfde lijstgevel | Werk-woonhuis            | 18e-19e eeuw     |           | Langeviele 1     | 51° 29' 53" NB, 3° 36' 35" OL | 29208 | Meer afbeeldingen                                                        |
| Huis met lijstgevel | Werk-woonhuis            | 18e-19e eeuw     |           | Langeviele 3     | 51° 29' 53" NB, 3° 36' 35" OL | 29209 | Meer afbeeldingen                                                        |
| Huis met eenvoudige lijstgevel, winkelpui | Werk-woonhuis            | 18e-19e eeuw     |           | Langeviele 11    | 51° 29' 53" NB, 3° 36' 34" OL | 29210 | Upload foto                                                              |
| Huis met geverfde lijstgevel waarvan bovenstuk overkragen op de gepleisterde pui                                                             | Woonhuis                 | 17e-18e eeuw     |           | Langeviele 15    | 51° 29' 52" NB, 3° 36' 34" OL | 29211 | Meer afbeeldingen                                                        |
| Huis met eenvoudige klokgevel | Gebouw                   | 18e-19e eeuw     |           | Lammerensteeg 2  | 51° 29' 52" NB, 3° 36' 34" OL | 29212 | Meer afbeeldingen                                                        |
| Huis met rechte gevel | Woonhuis                 | 1724 (gedateerd) |           | Langeviele 21    | 51° 29' 52" NB, 3° 36' 34" OL | 29213 | Meer afbeeldingen                                                        |
| Huis met geverfde lijstgevel met consoles | Woonhuis                 | 18e-19e eeuw     |           | Langeviele 23    | 51° 29' 52" NB, 3° 36' 33" OL | 29214 | Meer afbeeldingen                                                        |
| Huis met tot klokgevel verbouwde trapgevel, ankers, in cartouche datering                                                                    | Woonhuis                 | 1611 (datering)  |           | Langeviele 27    | 51° 29' 52" NB, 3° 36' 33" OL | 29215 | Meer afbeeldingen                                                        |
| Huis met gepleisterde lijstgevel | Woonhuis                 | 18e-19e eeuw     |           | Langeviele 39    | 51° 29' 52" NB, 3° 36' 32" OL | 29216 | Meer afbeeldingen                                                        |
| Huis met gepleisterde rechte gevel, lijst met gesneden consoles                                                                              | Werk-woonhuis            | 1770 (jaartal)   |           | Langeviele 41    | 51° 29' 52" NB, 3° 36' 32" OL | 29217 | Meer afbeeldingen                                                        |
| Huis genaamd 'De cleane houttuyn' | Woonhuis                 | 18e eeuw         |           | Langeviele 45    | 51° 29' 52" NB, 3° 36' 31" OL | 29218 | Meer afbeeldingen                                                        |
| Huis genaamd 'De drie violen' | Werk-woonhuis            | 17e-19e eeuw     |           | Langeviele 47    | 51° 29' 52" NB, 3° 36' 31" OL | 29219 | Meer afbeeldingen                                                        |
| Breed huis met in blokken gepleisterde gevel en schilddak aan de straat                                                                      | Handel en kantoor        | 18e eeuw         |           | Langeviele 49    | 51° 29' 52" NB, 3° 36' 30" OL | 29220 | Meer afbeeldingen                                                        |
| Huis genaamd 'Amsterdam en middelburgh' | Werk-woonhuis            | 18e eeuw         |           | Langeviele 51    | 51° 29' 51" NB, 3° 36' 30" OL | 29221 | Meer afbeeldingen                                                        |
| Huis met rechte gevel | Werk-woonhuis            | 18e eeuw         |           | Langeviele 59    | 51° 29' 51" NB, 3° 36' 29" OL | 29222 | Meer afbeeldingen                                                        |
| Huis met gepleisterde lijstgevel | Werk-woonhuis            | 18e eeuw         |           | Langeviele 61    | 51° 29' 51" NB, 3° 36' 29" OL | 29223 | Meer afbeeldingen                                                        |
| Huis met gepleisterde puntgevel | Gebouw                   | 17e-18e eeuw     |           | Langeviele 63    | 51° 29' 51" NB, 3° 36' 28" OL | 29224 | Meer afbeeldingen                                                        |
| Huis met lijstgevel overkragend op puilijst                                                                                                  | Woonhuis                 | 1763 (jaartal)   |           | Langeviele 65    | 51° 29' 51" NB, 3° 36' 28" OL | 29225 | Meer afbeeldingen                                                        |
| Twee huizen gecombineerd | Werk-woonhuis            | 17e eeuw         |           | Langeviele 69    | 51° 29' 51" NB, 3° 36' 28" OL | 29226 | Meer afbeeldingen                                                        |
| Huis met gepleisterde lijstgevel | Woonhuis                 | 18e eeuw         |           | Langeviele 73    | 51° 29' 50" NB, 3° 36' 27" OL | 29227 | Huis met gepleisterde lijstgevel                                         |
| Huis met gepleisterde lijstgevel | Werk-woonhuis            | 18e eeuw         |           | Langeviele 77    | 51° 29' 50" NB, 3° 36' 27" OL | 29228 | Meer afbeeldingen                                                        |
| Huis met gepleisterde lijstgevel | Woonhuis                 | 18e eeuw         |           | Langeviele 79    | 51° 29' 50" NB, 3° 36' 27" OL | 29229 | Meer afbeeldingen                                                        |
| Huis met rechte gevel | Woonhuis                 | 18e eeuw         |           | Langeviele 81    | 51° 29' 50" NB, 3° 36' 26" OL | 29230 | Meer afbeeldingen                                                        |
| Huis met gepleisterde lijstgevel, gecombineerd met buurhuis 'De saijer' met gecementeerde puntgevel, welke cartouches vertoont met anno 1616 | Werk-woonhuis            | 1616             |           | Langeviele bij 2 | 51° 29' 53" NB, 3° 36' 35" OL | 29231 | Meer afbeeldingen                                                        |
| Huis met gecementeerde lijstgevel | Woonhuis                 | 17e-18e eeuw     |           | Langeviele 4     | 51° 29' 53" NB, 3° 36' 34" OL | 29232 | Meer afbeeldingen                                                        |
| Huis met rechte gevel en in panelen jaartal                                                                                                  | Woonhuis                 | 1736 (jaartal)   |           | Langeviele 8     | 51° 29' 53" NB, 3° 36' 34" OL | 29233 | Meer afbeeldingen                                                        |
| Huis met gepleisterde lijstgevel | Woonhuis                 | 18e eeuw         |           | Langeviele 10    | 51° 29' 53" NB, 3° 36' 33" OL | 29234 | Meer afbeeldingen                                                        |
| Huis met gepleisterde rechte gevel | Werk-woonhuis            | 1737             |           | Langeviele 14    | 51° 29' 53" NB, 3° 36' 33" OL | 29235 | Meer afbeeldingen                                                        |
| Huis met gepleisterde rechte gevel | Gebouw                   | 18e eeuw         |           | Langeviele 16    | 51° 29' 53" NB, 3° 36' 33" OL | 29236 | Meer afbeeldingen                                                        |
| Huis met gepleisterde rechte gevel, kroonlijst met consoles en modillons                                                                     | Gebouw                   | 18e eeuw         |           | Langeviele 18    | 51° 29' 53" NB, 3° 36' 32" OL | 29237 | Meer afbeeldingen                                                        |
| Huis met gepleisterde gevel | Werk-woonhuis            | 18e eeuw         |           | Langeviele 20    | 51° 29' 53" NB, 3° 36' 32" OL | 29238 | Meer afbeeldingen                                                        |
| Huis met gepleisterde lijstgevel | Werk-woonhuis            | 18e eeuw         |           | Langeviele 24    | 51° 29' 52" NB, 3° 36' 32" OL | 29239 | Meer afbeeldingen                                                        |
| Breed huis met lijstgevel op natuurstenen plint met zwart geverfde decoratie                                                                 | Werk-woonhuis            | 18e eeuw         |           | Langeviele 26    | 51° 29' 52" NB, 3° 36' 31" OL | 29240 | Meer afbeeldingen                                                        |
| Combinatie van gepleisterde lijstgevel | Werk-woonhuis            | 17e/18e/19e eeuw |           | Langeviele 30    | 51° 29' 52" NB, 3° 36' 31" OL | 29241 | Combinatie van gepleisterde lijstgevel                                   |
| Huis met lijstgevel, aan de hoeken ingezwenkt                                                                                                | Werk-woonhuis            | 18e eeuw         |           | Langeviele 40    | 51° 29' 52" NB, 3° 36' 30" OL | 29242 | Meer afbeeldingen                                                        |
| Huis met gepleisterde lijstgevel | Werk-woonhuis            | 18e eeuw         |           | Langeviele 42    | 51° 29' 52" NB, 3° 36' 30" OL | 29243 | Meer afbeeldingen                                                        |
| Huis genaamd 'D'Eerste vrucht' | Werk-woonhuis            | 18e eeuw         |           | Langeviele 44    | 51° 29' 52" NB, 3° 36' 29" OL | 29244 | Meer afbeeldingen                                                        |
| Huis met lijstgevel | Werk-woonhuis            | 18e eeuw         |           | Langeviele 46    | 51° 29' 52" NB, 3° 36' 29" OL | 29245 | Meer afbeeldingen                                                        |
| Huis met gepleisterde gevel | Werk-woonhuis            | 1736 (jaartal)   |           | Langeviele 48    | 51° 29' 52" NB, 3° 36' 29" OL | 29246 | Meer afbeeldingen                                                        |
| Huis met rechte gevel en schilddak aan de straat, gootlijst op modillons                                                                     | Werk-woonhuis            | 17e eeuw         |           | Langeviele 62    | 51° 29' 51" NB, 3° 36' 28" OL | 29247 | Huis met rechte gevel en schilddak aan de straat, gootlijst op modillons |
| Huis met gepleisterde rechte gevel | Werk-woonhuis            | 1730 (gedateerd) |           | Langeviele 58    | 51° 29' 51" NB, 3° 36' 28" OL | 29248 | Huis met gepleisterde rechte gevel                                       |
| Huis met rechte gevel met verminkte lijst | Werk-woonhuis            | 18e eeuw         |           | Langeviele 66    | 51° 29' 51" NB, 3° 36' 27" OL | 29249 | Meer afbeeldingen                                                        |
| Huis met in blokken gepleisterde lijstgevel                                                                                                  | Werk-woonhuis            | 17e-18e eeuw     |           | Langeviele 70    | 51° 29' 52" NB, 3° 36' 27" OL | 29250 | Meer afbeeldingen                                                        |
| Huis met rechte gevel | Werk-woonhuis            | 1725 (gedateerd) |           | Langeviele 74    | 51° 29' 51" NB, 3° 36' 27" OL | 29251 | Meer afbeeldingen                                                        |
| Huis met gecementeerde rechte gevel | Gebouw                   | 1760 (gedateerd) |           | Langeviele 76    | 51° 29' 51" NB, 3° 36' 27" OL | 29252 | Meer afbeeldingen                                                        |
| Huis met lijstgevel, onder een kap met nr 76                                                                                                 | Gebouw                   | 1760 (gedateerd) |           | Langeviele 78    | 51° 29' 51" NB, 3° 36' 26" OL | 29253 | Meer afbeeldingen                                                        |